# Julio Segura Sánchez
Julio Segura Sánchez (Madrid, 8 de març de 1943) és un politòleg, professor i economista espanyol.

## Biografia
Llicenciat en Ciències Polítiques, Econòmiques i Comercials amb Premi Extraordinari per la Universitat Complutense de Madrid el 1967, i va completar el doctorat en Ciències Econòmiques, també amb premi extraordinari, en 1968, sent deixeble dels professors José Luis Sampedro, Luis Ángel Rojo, Castañeda i Arnáiz. En aquest període va ocupar diversos càrrecs en l'Institut Nacional d'Estadística (INE): membre del gabinet del Director (1965-1966), director de l'Oficina Tècnica de la Renda (1967-1970) i sotsdirector d'Estudis i Anàlisi Econòmica (1970-1971). Alhora, en 1970, fou nomenat catedràtic de Teoria Econòmica en la Universitat Complutense de Madrid, un dels catedràtics més joves.
Membre del Partit Comunista d'Espanya (PCE) des de 1969, també fou membre del seu Comitè Central en 1977 i secretari de la Comissió de Teoria Econòmica. Pertanyia al sector eurocomunista, i per solidaritzar-se amb el sector renovador exclòs del partit en fou expulsat el novembre de 1981.
Formà part de la Comissió parlamentària sobre l'Ocupació en 1987 i 1988, i a la fi de juliol de 1990 el Ministeri de Treball d'Espanya li va encarregar presidir una comissió interministerial d'experts que va elaborar un informe (conegut com a Informe Segura) sobre les modalitats de contractació. En aquest informe s'hi aconsellava reduir el temps màxim dels contractes temporals i reformar l'Estatut de Treballadors. També es mostrà partidari d'abaratir les despeses dels acomiadaments col·lectius, de flexibilitzar tant l'entrada com la sortida del mercat laboral i fomentar els contractes d'aprenentatge per tal d'incorporar-hi mà d'obra no qualificada.
De 9 de març de 1990 a març de 2006 va ser nomenat conseller del Banc d'Espanya pel Consell de Ministres. Segura va prorrogar el seu mandat en 1998, juntament amb els llavors també consellers José Manuel González-Yermo i Jesús Leguina, a causa dels canvis introduïts en la Llei del Banc d'Espanya per adaptar-la a la normativa europea i que van elevar de quatre a sis anys el mandat dels consellers. Entre 1995 i 1997 va ser membre del consell d'administració del grup estatal TENEO, que agrupava a les empreses segregades del INI amb millors resultats econòmics i possibilitats de futur.
En 14 de març de 2006 va ser nomenat conseller de la CNMV en substitució de Juan Junquera. A principis d'aquest mateix mes havia deixat el seu càrrec en el Banc d'Espanya. Després de la dimissió de Manuel Conthe en 2007 fou nomenat director de la Comissió Nacional del Mercat de Valors. En setembre de 2012 fou substituït per Elvira Rodríguez Herrer.

## Obres
- La industria española y la competitividad (1992)
- Análisis microeconómico (1986)
- Teoría económica de la organización industrial (1983)
- La economía en sus textos (amb Carlos Rodríguez Braun).